# Сорико
Сорико (итал. Sorico) — коммуна в Италии, располагается в регионе Ломбардия, в провинции Комо.
Население составляет 1204 человека (2008 г.), плотность населения составляет 52 чел./км². Занимает площадь 23 км². Почтовый индекс — 22010. Телефонный код — 0344.
Покровителем коммуны почитается святой первомученик Стефан, празднование 26 декабря.

## Демография
Динамика населения:

## Администрация коммуны
- Официальный сайт: http://www.comune.sorico.co.it